# 巌窟王 (テレビアニメ)
『巌窟王』（がんくつおう）は、アレクサンドル・デュマ・ペールの小説『モンテ・クリスト伯』を原作とする日本のテレビアニメ。テレビ朝日で、2004年10月5日より2005年3月29日まで放送された。それ以外の局では放送されず、長らく関東ローカルであったが、2008年6月16日より2008年12月1日までNHK-BS2で月曜深夜24:25 - 24:50に放送された。全24話。

## 概要
この作品を企画した監督の前田真宏によれば、当初はアルフレッド・ベスターのSF小説『虎よ、虎よ!』をアニメ化しようとしたが、著作権の関係で果たせず、『虎よ、虎よ!』のモチーフとなった『モンテ・クリスト伯』をアニメ化することにしたという。
原作である『モンテ・クリスト伯』での19世紀ヨーロッパの舞台は幻想世界である未来のパリへ、ローマでの謝肉祭もルナに移されていたり、宇宙船や宇宙戦艦、「鎧」と呼ばれる有人操縦式の人型ロボット兵器が登場したりと、『虎よ、虎よ!』におけるSF的世界観の要素を取り入れている。さらに原作では脇役の一人にすぎなかったアルベールを主人公とし、アルベールの友人として原作では中盤には登場しないフランツやユージェニーなど、復讐する側の視点ではなく復讐される側の子どもたちの視点から話を構成するなど、ストーリーや人物設定の面で、原作に大きな改変を加えている。

## ストーリー
パリの貴族であるアルベールは退屈な日常に飽き、刺激を求めて、親友のフランツとともに、月面都市・ルナのカーニバルに参加する。そのころ、ルナの社交界では東方宇宙からやって来た謎の紳士、モンテ・クリスト伯爵の話題でもちきりだった。オペラ座でモンテ・クリスト伯爵の姿を見たアルベールはその存在感に圧倒される。やがて、モンテ・クリスト伯爵との交流を深めていったアルベールは、伯爵の妖しい魅力の虜となっていく。
カーニバル最終日、ルナで知り合った美少女・ペッポとの逢瀬を楽しんでいたアルベールであったが、ペッポの正体はルナの山賊ルイジ・ヴァンパの手下であった。アルベールはルイジ・ヴァンパ一味に誘拐され、フランツのもとに莫大な額の身代金を要求する手紙が届けられる。身代金の調達に窮したフランツはモンテ・クリスト伯爵に助けを求め、モンテ・クリスト伯爵の尽力でアルベールは解放される。感激したアルベールはモンテ・クリスト伯爵をパリの社交界に紹介する。
パリに移り住んだモンテ・クリスト伯爵は、己の莫大な富を誇示して、パリの人々の度肝を抜く。さらに、モンテ・クリスト伯爵は息子の友人として、アルベールの父・フェルナンに接近し、さらにダングラール銀行の口座に莫大な額の金を振り込んで、金融界の大物・ダングラールをも懐柔する。
フェルナン、ダングラールに加え、法曹界に力を持つヴィルフォールをモンテ・クリスト伯爵は自分の別荘に招待するが、その別荘はヴィルフォールがかつてダングラール夫人との間にもうけた不義の子を始末した場所であった。ヴィルフォールの秘密を知っているかのごとく振舞うモンテ・クリスト伯爵に不審を抱いたヴィルフォールは、密偵にモンテ・クリスト伯爵の身辺を調査させる。
やがてフェルナン、ダングラール、ヴィルフォールのもとにエドモン・ダンテスと名乗る人物から葬儀の案内状が届く。指定された教会に現れたのは3人の過去を知るカドルッス、そしてそこで4人が見たものはヴィルフォールが放った密偵の死体だった。その日から4人の運命は、その家族も巻き込んで次第に狂いだしていく。
精神的に追い詰められたヴィルフォールは、モンテ・クリスト伯爵の殺害を企てるが失敗し、失脚してしまう。モンテ・クリスト伯爵が連れてきたアンドレア・カヴァルカンティ侯爵の財産目当てに自分の娘と侯爵の結婚話を進めたダングラールは、カヴァルカンティ侯爵の正体が犯罪者であることが発覚して面目を失い、さらにモンテ・クリスト伯爵の画策で銀行も潰れ、金塊を抱いて逃亡するも、宇宙を彷徨うこととなった。
大統領選への出馬を予定していたフェルナンは、モンテ・クリスト伯爵が連れてきたエデによって、ジャニナ星でおこなった悪逆非道を告発されて、失脚。さらに不正な手段で貴族の地位を手に入れていたことが発覚して、貴族の身分も剥奪される。フェルナンは権力を取り戻すためにクーデターを決行するが、そこに、モンテ・クリスト伯爵が現れ、2人は因縁の対決に突入する。そのころ、モンテ・クリスト伯爵によって全てを奪われたアルベールは彼の真意を知るべく、モンテ・クリスト伯爵のもとに向かっていた。

## 登場人物
モンテ・クリスト伯爵 / エドモン・ダンテス
声 - 中田譲治
自称「東方宇宙の田舎貴族」。莫大な富と途方もない権力の持ち主。その博識と優雅な立ち振る舞いにより、一躍パリ社交界の花形となる。「エドモン・ダンテス」とは彼の本当の名であり、かつてはモレル商会の一等航海士だった。同僚でもあったメルセデスと婚約していたが、彼女に横恋慕していたフェルナンと、かねてからエドモンを疎んでいたダングラールが仕掛けた策略にはまり、結婚式の最中に逮捕され、ヴィルフォールによって無実の罪で投獄され、婚約者もフェルナンに奪われる。全てに絶望し、復讐を頑なに誓ったことで人外の存在の力を手に入れ、「巌窟王」 として生まれ変わる。復讐の手始めとしてフェルナンと自身の視点では裏切り者のメルセデスの子であるアルベールに接近し、紆余曲折を経て復讐を果たす。第二十三幕「エドモン・ダンテス」の最後でアルベールの心によってエドモン・ダンテスに戻るが、第十八幕「決闘」でアルベールを守ろうとして絶命したフランツに受けた剣の欠片が心臓に残っていたため、元に戻ったと同時に心臓を切り裂かれ失血死する。
原作では長い俘囚生活で伸びた髪とひげを刈り込んでいるが、本作においては長髪を垂らし、顎ひげを整えたなりで通している。また、右目が赤、左目が緑のオッドアイである。
劇中、アルベールに教え、予告の最後にも使われた「待て、しかして希望せよ」の言葉は、かつてメルセデスに宛てた手紙の中に添えられていたものであることが最終幕で明かされる。
アルベール・ド・モルセール子爵
声 - 福山潤 / 幼少期 - 遠藤綾
本作の主人公。パリの貴族。フェルナンとメルセデスの息子。ルナで知り合ったモンテ・クリスト伯爵に傾倒し、伯爵に対して敬愛の念以上の感情を抱いている。素直で純真な性格の上、精神的には良くも悪くもまだまだ子供で、直情的かつ周囲の空気を読めないところがある。また、それに起因して父フェルナンの裏の姿に、伯爵の復讐が始まるまで全く気付かなかった。その一方で、第十五幕で伯爵の話す「マルセイユの古い友人に起こった悲劇の話」を聞いて涙を流すのを見る限り、精神的にはフェルナンよりもメルセデスの方に近い模様である。自身の身代わりに命を落としたフランツの死に心を引き裂かれるが、彼の遺言もあり伯爵と父親を諭すまでに成長する。
最終幕では大使秘書補佐官として、エデの戴冠式に参加する直前にパリに帰郷する。そしてフランツの墓参りの後、ユージェニーと再会する。
外伝小説『巌窟王 仮面の貴公子』の終盤では、全てが終わってから数年後にメルセデスの前に宇宙軍の将校として姿を現す。そこまでの経緯の詳細は不明ながら、本人曰く「死んだ方が楽だと思ったこともあった」とのこと。
フランツ・デピネー男爵
声 - 平川大輔 / 幼少期 - 半場友恵
アルベールの親友で幼馴染。アルベールのことを示唆しながら「たとえ結婚出来なくともそれ以外に想う相手を幸せにする方法はある」と語るなど「友情以上の感情」を抱いており、なにかとアルベールの心配をし、命を賭けてアルベールを守ろうとする。ヴァランティーヌとは婚約者の間柄ではあるが、彼女に対しては無関心どころか「親同士で勝手に決めたこと」と公言する。実は没落貴族であり、家族は母と数人の使用人のみのため、後ろ盾を得るためにやむを得ず婚約することに従ったことをマクシミリアンに打ち明け、真にヴァランティーヌを愛する彼に幸福にして欲しいと託す。
第十八幕「決闘」でアルベールに睡眠薬を盛った上で彼の「鎧」に乗り込んで決闘に赴き、伯爵を倒そうと心臓に剣を突き立てることに成功するも人外の力で殺すことは叶わず、命を落とす。その際、駆けつけたアルベールに「16歳の誕生日おめでとう」と告げ、親友に看取られながら息を引き取る。
決闘の直前、ユージェニーにバースデーカードと言って渡した遺言状に「決して誰も恨むな、どんなに傷ついても前に進め。」という言葉を遺しており、死後もアルベールを導く存在として彼の心に在り続ける。
ユージェニー・ド・ダングラール
声 - 中村千絵
ダングラールの娘。アルベールの幼なじみで婚約者。ピアニストを志望している。アルベールとは相思相愛だったが、金に目の眩んだダングラールによって婚約を破談され、アンドレアとの政略結婚を強要される。
第二十幕でアルベールと共に結婚式場を抜け出す。互いの気持ちを確かめた後、ピアニストとなるため、音楽学校のあるニューヨークへと旅立った。最終幕で5年の時を経てアルベールと再会する。
容姿は原作でのユージェニーの恋人であるルイーズ・ダルミイーに近い。
ペッポ
声 - 中原麻衣
アルベールがルナで知り合った女装の美少年。盗賊団ルイジ・ヴァンパ一味だったが、アルベールがパリに戻るとアルベールの後を追ってパリに現われ、モルセール伯爵家のメイドとなる。フランツ同様、アルベールに「友情以上の感情」を抱いている節があったが、実は伯爵の配下としてアルベールを監視していた。
第二十幕でアルベールによるユージェニー奪回を手助けした後に姿を消し、ルイジ・ヴァンパの下にも戻らなかった。最終幕ではジャニナ星の場面で、地球製品の広告モデルとして映像が映し出されている。
原作でも女装して男をたぶらかす15歳の少年であるが、原作での名前は「ベッポ」(Beppo)。
ヴァランティーヌ・ド・ヴィルフォール
声 - 三浦純子
ヴィルフォールの娘。フランツと婚約しているが、肝心のフランツには、あまり関心を持たれていない。物静かで心優しい少女で、マクシミリアンの求愛を受けて心を動かし始めた矢先に、エロイーズが盛った毒薬で一時意識不明となる。その後、フランツから事の全てを聞いたマクシミリアンの求愛を受け入れ、フェルナンのクーデターが終結した後に彼の妻となり、除隊して帰郷してきたマクシミリアンを出迎えている。
マクシミリアン・モレル
声 - 稲田徹
宇宙軍騎兵大尉で、通称「マックス」。軍人気質の生真面目で固い性格であり、誰に対しても敬語で話す。ヴァランティーヌに一目惚れし、ヴァランティーヌに愛情を示さない婚約者フランツに怒りを向ける。ヴァランティーヌが意識を失った後は、フランツの協力も得て、ヴァランティーヌと共に実家に避難する。後にフランツからヴァランティーヌとの婚約の経緯を聞かされ、彼から「幸せにしてやってくれ」と告げられ、ヴァランティーヌの身柄を託される。
祖父はマルセイユ有数の貿易商「モレル商会」の創始者で、その当時エドモン・ダンテスとも親しく、フェルナンとダングラールも商会に勤める仲間だった。
最終幕で任務を終えたことと、父の代で売却した船を買い戻すために姉たちの仕事を手伝うことを理由に除隊して、マルセイユへ帰郷する。またクーデター終結後、ヴァランティーヌと結婚している。
ボーシャン
声 - 白鳥哲
ゴシップ専門の新聞記者。平民出身で、反権力志向が強い。モンテ・クリスト伯爵に興味を持ち、伯爵のいる所にたびたび出没する。
リュシアン・ドプレー
声 - 土門仁
内務省一等書記官。アルベールやフランツの友人。一見軽薄に見えるが、根は友達思いの優しい男。国家機密である内務省直轄のデータベースにアクセス出来るほどの地位がある。仕事のためにユージェニーの母親であるビクトリアとも一夜を共にするなどの功利主義な一面を持つ。
ラウル・ド・シャトー・ルノー
声 - MIKI
名門貴族の御曹司。アルベールらの友人で友達思い。クラシック・カーに目がない。アルベールらにマクシミリアンを紹介する。
ヴァランティーヌに恋心を抱いていた。
フェルナン・ド・モルセール将軍 / フェルナン・モンデゴ
声 - 小杉十郎太
アルベールの父親。ルイ・フィリップ暦5008年生まれ。宇宙軍の将軍。元々はマルセイユの貧民の出身で、マクシミリアンの父が興したモレル商会に勤めていた。腹黒い野心家で、出世の影には数々の犯罪があり、しかもそれを家族や世間に気付かせない狡猾さを持っている。エドモンと婚約中だったメルセデスに横恋慕し、彼女を奪うためだけにダングラールと結託して姦計を仕掛け、エドモンを追放した。その後、メルセデスを騙して彼女と結婚する。後に軍人となり、エデの父を騙し討ちで殺した上に彼女とその母を奴隷商人に売り飛ばすなど、悪逆非道の限りを尽くして軍部を掌握する。貴族の地位も金で買い、さらにはヴィルフォールと結託してモンデゴとしての記録を抹消していた。
大統領選への出馬を目論むが、演説の最中にスキャンダルをエデに暴露され、その累はアルベールにも及んでしまう。失った過去の栄光を取り戻そうとクーデターを起こし、エドモンと因縁の対決の末に敗北する。アルベールに諭されて自身の罪を悔い改め、エドモンの死と共に崩れ落ちる館に留まり、アルベールにメルセデスを託しエデの守護を厳命して脱出させた後、エドモンの亡骸の傍で自決する。
原作ではモンテ・クリスト伯爵と同じく伯爵だが、本作では爵位で呼ばれた場合の混乱を防ぐため、終始「将軍」と呼ばれる。
メルセデス・ド・モルセール
声 - 井上喜久子
アルベールの母親。かつてエドモン・ダンテスの婚約者だったが、フェルナンに横恋慕されていたとは知らず、彼からダンテスが死んだと騙されて、その嘘に気付かないまま結婚した。才色兼備で、社交界の華であるがそれ以上に優しい心の持ち主で、家族を深く愛している。
伯爵に初めて会った時、フェルナン達が気づかぬ中、本能的に伯爵がエドモン・ダンテスであるのを見抜いており、第二十二幕においてフェルナン達のエドモン追放劇を知り、それでもフェルナンを許そうとするも背後から撃たれ、瀕死の重傷を負うが一命を取り留める。最終幕で故郷マルセイユに並べて建てられたエドモンとフェルナンの墓に祈った後、どこかへと姿を消す。
ダングラール男爵
声 - 辻親八
パリ有数の資産家であるダングラール銀行の頭取。ユージェニーの父親。金の亡者で、「金のためなら家族をも売る」と言われているほど金に汚く、金以外には何の興味も示さず、金の無い者へは人間扱いさえしない、という性根の腐り果てた守銭奴。アンドレアの財産に目がくらみ、フェルナンのスキャンダルを耳にしたのを機にユージェニーとアルベールの婚約を破談にし、アンドレアと結婚させようと画策するが、失敗に終わる。銀行も破産状態になり、金を持って一人で高飛びするが、モンテ・クリスト伯爵にはこの逃走を見破られており、大量の金塊と引き換えに宇宙の果てを孤独のまま永遠に彷徨うこととなる。
かつてはモレル商会の会計士で、不正経理を行って商会の売上を横領していた。フェルナンと共にダンテス追放に加担したのは、横領をダンテスに見破られていたため告発される前に潰すことが目的だった。ダンテス追放劇自体は元々、ダングラールが独自に計画を進めていたもので、そこにフェルナンの横恋慕を聞き、彼を唆した上で実行に移した。なお、横領した金は銀行を興す元手にされている。
ビクトリア・ド・ダングラール
声 - 松井菜桜子
ユージェニーの母親。ダングラールが金のことしか考えず自分に無関心であることから、大金を投じて手に入れた名馬エクリプスを大事にし、さらにドプレーと不倫関係にある。モンテ・クリスト伯爵にも秋波を送るが、伯爵の別荘で過去の過ち（ヴィルフォールとの不倫の末に起こした出来事）を思い出し、その後は塞ぎ込んで酒浸りになる。実はアンドレアの母親。
原作では「エルミーヌ」(Hermine)。
ジェラール・ド・ヴィルフォール主席判事
声 - 秋元羊介
パリ高等法院首席判事。ヴァランティーヌの父親。職場においても家庭においても冷酷で、出世欲と権力欲の権化。モンテ・クリスト伯爵に不審を抱き、伯爵を罠にはめようと画策するが、これが保安総局の知るところとなり、職権濫用の廉で職務停止を命じられる。そのため精神的に追い詰められ、自らモンテ・クリスト伯爵の殺害を企てるが、アルベールの咄嗟の行動に阻まれて失敗し、殺人未遂で現行犯逮捕され、名実ともに完全に失脚する。裁判でアンドレア（ベネデット）の証言に口を滑らせた後、彼が持っていた毒針を首に受けてしまい、死への恐怖に絶叫しながら発狂する。
モレルからエドモンに託された父・ノワルティエ宛ての手紙が、彼自身も関与していた「プリンス暗殺事件」の関係者を列挙したものだったため、これを揉み消すためエドモンに無実の罪を着せた。また、フェルナンの非道の数々に加担しつつ、己の権限で自分に不利な事案を揉み消し、フェルナン・モンデゴとしての記録を抹消した。
ノワルティエ・ド・ヴィルフォール
声 - 永田博丈
ヴィルフォールの父親。周囲からはノワルティエ老人と呼ばれている。かつては内務省特務機関の長官だったが、現在は全身不随で車椅子に乗っており、話すことも出来ない。問いかけに目線で答え、それを理解できるヴァランティーヌと老僕のバロワ以外の者とは意思の疎通が出来ないでいる。家中で孤独なヴァランティーヌの献身的な愛情に報いようとしている。
後にマクシミリアンの実家へ保護され、フランツに「巌窟王＝エドモン・ダンテス」であること、アルベールの父であるフェルナンが、ダンテスを罠にはめてメルセデスを奪い取ったこと、その後のフェルナンの非道の数々を教えた。
マクシミリアンとヴァランティーヌの結婚式の時点では存命だったが、最終幕では故人になっている。
エロイーズ・ド・ヴィルフォール
声 - 渡辺久美子
ヴィルフォールの後妻。前妻の子で莫大な財産の相続者であるヴァランティーヌを疎ましく思っており、これを排除し、あわよくば夫であるヴィルフォールをも排除して財産を独占しようと目論んでいた。モンテ・クリスト伯爵に唆され、毒薬の入った指輪を使ってヴァランティーヌを毒殺しようとするが失敗し、全てを察したヴィルフォールに追い詰められたことで精神崩壊を起こし、精神病院に送られるも、即座にエドワール共々モンテ・クリスト伯爵の屋敷に引き取られる。その後、完全に精神を病んだようで、何も話さずたたずむシーンが多く見かけられる｡
エドワール・ド・ヴィルフォール
声 - 鬼頭典子
エロイーズの息子。ヴァランティーヌの異母弟。エロイーズが甘やかし放題に育てているため、我侭で自己中心的な性格に育ち、ヴァランティーヌのこともあからさまに嫌っている。
アンドレア・カヴァルカンティ侯爵 / ベネデット
声 - 関智一
名門貴族・カヴァルカンティ家の当主を名乗る青年。正体は「ベネデット」という名の元囚人で、ヴィルフォールとビクトリアとの間に生まれた不義の子。ダングラールに接近し、アルベールに代わってユージェニーの婚約者となるが、実は彼女とは異父兄妹だった。表面的には紳士然とした立ち居振る舞いを見せるが、本性はかなり粗暴で、エデやアルベールに対して怒鳴ったりする。彼もまた、自分を生んだにもかかわらず殺そうとした親たちを憎んでおり、そこを伯爵に利用される形となった。
経歴詐称・詐欺など複数の罪状から逮捕され、ヴィルフォールの裁判に証人として出廷し、そこで全てを語った後、ヴィルフォールに毒針を打ち込み復讐を果たし、再び囚人の身となる。その後、フェルナンが起こしたクーデターのどさくさに紛れて逃走し、最終幕では星間指名手配されている。
外伝小説『巌窟王 仮面の貴公子』は生まれたばかりの彼が殺されかかったところから始まり、全てが終わってから数年後にユージェニーと再会するところで終わる。
原作ではアルベールと同じく子爵だが、本作では爵位で呼ばれた場合の混乱を防ぐため、侯爵に変更されている（原作では自称父親のバルトロメオ・カヴァルカンティが侯爵である）。
エデ
声 - 矢島晶子
モンテ・クリスト伯爵に仕える美少女。元はジャニナ星の王女だったが、フェルナンの謀略によって祖国を滅ぼされ、自らも母と共に奴隷身分に落とされ、母も間もなく喪う。モンテ・クリスト伯爵に救出された後、復讐の念に燃える伯爵から憎しみの心を取り除こうとするが、自分自身もまたフェルナンに対する憎しみを取り除くことが出来ず、苦悩する。第十五幕で意を決してフェルナンの演説会場に赴き、自身に起こったことの全てを暴露し、彼を窮地に追い込む。
第二十三幕で伯爵を愛していることを告げ、彼を追って殉死しようとするも、アルベールの「彼（エドモン・ダンテス）の名前を覚えていて欲しい」という言葉に諭され、共に伯爵の館を脱出する。
その後、ジョヴァンニたちと共にジャニナ星に帰り、最終幕では王室を再興し、その女王となるべく戴冠式を待つ身にまでなる。
ジョヴァンニ・ベルッチオ
声 - 石井康嗣
モンテ・クリスト伯爵の家令。褐色の肌とサングラスが特徴的。伯爵の復讐計画を着々とこなしていく。時折、伯爵を「巌窟王」と呼ぶ。最終幕ではバティスタンやアリと共にエデに仕える。
原作では「ベルトゥッチオ」(Bertuccio)。出生直後に埋められたベネデットを保護した張本人でもある｡
バティスタン
声 - 飛田展男
モンテ・クリスト伯爵の家令。リーゼントの頭が特徴の青年。軽口が多くお調子者。特技はナイフ。アルベールの存在が伯爵を精神的に救う鍵になるであろうことを見出していく。最終幕でエデに仕える身としてベルッチオと共にジャニナ星に移住する。
アリ
モンテ・クリスト伯爵の家令。緑色の顔の異星人。聴唖者であるが不思議な能力を持っている。エデからも信頼されており、伯爵の館が崩壊する際、エロイーズとエドワールを連れて脱出する。最終幕ではエデに仕えている。
ガスパール・カドルッス
声 - 飛田展男
かつてのフェルナンとエドモン・ダンテスの関係を知る酔っ払い。卑屈で弱気な中年男だが、栄達した昔の同たち（フェルナン、ダングラール）を羨んでいる。クーデターのどさくさに紛れて金貨を大量に盗んで逃げたため、最終幕ではベネデットと共に星間指名手配されている。
本作の登場人物の多くが容姿端麗である中、カドルッスだけは「信念も財産も何も無い、小さな人間」であることを強調したデザインがなされている（若い頃は、そこそこの容姿だった）。
語り手 / 巌窟王
声 - 鳥居賞也
毎回、前回のあらすじをフランス語で語り（日本語字幕付き）、伯爵のことを「友人」と呼ぶ。第二十二幕で「語り手＝真の厳窟王」、すなわち人外の存在であり、「お前のような者（＝エドモン）を数千年間、待ち続けていた」と告げてその力を授けたことで、エドモンがシャトー・ド・イフの牢獄を脱して「モンテ・クリスト伯爵」になったことが明らかとなる。

## スタッフ
- 企画原案・キャラクター原案・監督 - 前田真宏
- シリーズ構成 - 神山修一
- キャラクターデザイン - 松原秀典
- デジタルディレクター - ソエジマヤスフミ
- 友情デザイン - 小林誠
- 美術監督 - 佐々木洋、竹田悠介
- 色彩設計 - 村田恵里子
- 撮影監督 - 荻原猛夫
- 編集 - 重村建吾
- 音響監督 - 鶴岡陽太
- 音楽 - ジャン＝ジャック・バーネル、笠松広司 & 北里玲二（teng）
- プロデューサー - 安藤摂、土井美奈子、橋本太知、西口なおみ
- アニメーション制作 - GONZO
- 製作 - MEDIA FACTORY、GDH
- 制作 - テレビ朝日

最終話の衣装デザインにはアナスイも参加している。

## 主題歌

### オープニングテーマ
「We Were Lovers」（第二十三幕以外、最終幕OP/ED）
作詞・作曲 - Jean-Jacques Burnel / 編曲 - Jean-Jacques Burnel & Loule Nicastro / 演奏 - Jean-Jacques Burnel
第二十三幕では未使用。最終幕ではエンディングテーマとしてフルコーラスが流れた。

### エンディングテーマ
「You won't see me coming」（第二十三幕まで）
作詞・作曲 - Jean-Jacques Burnel / 編曲 - Jean-Jacques Burnel & Loule Nicastro / 演奏 - Jean-Jacques Burnel

### 挿入曲
- 本編中にはピョートル・チャイコフスキーの『マンフレッド交響曲』がしばしば用いられている。
- ユージェニーはピアニスト志望ということで、作中でもしばしばピアノを演奏している。
  - 第十二幕のオペラ座でのコンサートで演奏しているのは、セルゲイ・ラフマニノフの『ピアノ協奏曲第2番』第1楽章で、それまでの幕でもピアノの独奏パートを練習で弾いている。アンコールで演奏しているのはロベルト・シューマンの『トロイメライ』。

## 各話リスト
| 話数       | サブタイトル                       | 脚本                | 絵コンテ          | 演出              | 作画監督                     |
| ---------- | ---------------------------------- | ------------------- | ----------------- | ----------------- | ---------------------------- |
| 第一幕     | 旅の終わりに僕らは出会う           | 神山修一 有原由良   | 前田真宏          | 紅優              | 松原秀典                     |
| 第二幕     | 月に朝日が昇るまで                 | 神山修一            | 前田真宏          | 中山勝一          | 鈴木俊二                     |
| 第三幕     | 5/22、嵐                           | 神山修一            | 窪岡俊之          | 平池芳正          | 石本英治                     |
| 第四幕     | 母の秘密                           | 高橋ナツコ          | 福田道生          | 唐戸光博          | Lee Jong Hyun Kwon Eun Kyung |
| 第五幕     | あなたは婚約者を愛していますか     | 高橋ナツコ          | 加藤敏幸          | 山田弘和          | Kim Dong-Joon                |
| 第六幕     | 僕の憂鬱、彼女の憂鬱               | 山下友弘            | 福田道生          | 和田高明          | 和田高明                     |
| 第七幕     | 秘蜜の花園                         | 神山修一            | 鵜飼ゆうき        | 鵜飼ゆうき        | 熊膳貴志                     |
| 第八幕     | ブローニュの夜                     | 神山修一            | 若林厚史          | 岡崎幸男          | 濱川修二郎                   |
| 第九幕     | 闇色の夢を見た                     | 高橋ナツコ          | 若林厚史          | 瀬尾康博          | 瀬尾康博                     |
| 第十幕     | エドモンからの手紙                 | 山下友弘            | 窪岡俊之          | 唐戸光博          | Lee Jong Hyun                |
| 第十一幕   | 婚約、破談                         | 山下友弘            | 福田道生          | 山田弘和          | Kim Dong-joon                |
| 第十二幕   | アンコール                         | 高橋ナツコ 有原由良 | 前田真宏          | 中山勝一          | 鈴木俊二                     |
| 第十三幕   | エデ                               | 神山修一 有原由良   | 宮尾佳和 前田真宏 | 和田高明          | 和田高明                     |
| 第十四幕   | さまよう心                         | 山下友弘 有原由良   | 加藤敏幸          | 佐藤英一          | 松本卓也                     |
| 第十五幕   | 幸せの終わり、真実の始まり         | 高橋ナツコ 有原由良 | 窪岡俊之          | 神戸洋行          | 濱川修二郎                   |
| 第十六幕   | スキャンダル                       | 神山修一 有原由良   | 福田道生          | 岡崎幸男          | Lee Jong Hyun                |
| 第十七幕   | 告白                               | 有原由良            | 前田真宏          | 山田弘和          | 松原秀典 鈴木俊二            |
| 第十八幕   | 決闘                               | 有原由良            | 前田真宏          | 唐戸光博          | 恩田尚之                     |
| 第十九幕   | たとえ、僕が僕でなくなったとしても | 山下友弘 有原由良   | 加藤敏幸          | 加藤敏幸          | 宇佐美皓一                   |
| 第二十幕   | さよなら、ユージェニー             | 高橋ナツコ 有原由良 | 窪岡俊之          | 窪岡俊之          | 熊膳貴志                     |
| 第二十一幕 | 貴公子の正体                       | 神山修一 有原由良   | 中山勝一          | 中山勝一          | 濱川修二郎                   |
| 第二十二幕 | 逆襲                               | 山下友弘 有原由良   | 福田道生          | 山田弘和          | Kim Dong-joon                |
| 第二十三幕 | エドモン・ダンテス                 | 有原由良            | 前田真宏          | 和田高明          | 和田高明                     |
| 最終幕     | 渚にて                             | 有原由良            | 前田真宏          | 前田真宏 市村徹夫 | 鈴木俊二                     |

※第二十三幕での最終幕の予告はされていない。

## 映像
服の柄や煌びやかな都市などをテクスチャを使って表現するなど、映像的にも斬新な試みが行われている。

## 評価
- 東京アニメアワード2005[2]テレビ部門の優秀作品賞を受賞。
- 第10回アニメーション神戸作品賞テレビ部門を受賞[3]。

## パッケージ
本作のDVDには隠しメニューが存在しており、背景やBGMが変わるだけでなく、そこからチャプターをすると冒頭の語りが巌窟王のフランス語からモンテ・クリスト伯爵の日本語になる。

## 書籍

### 小説
- 巌窟王（メディアファクトリーMF文庫J、全3巻）
著：神山修一、イラスト：松原秀典ほか、企画原案：前田真宏・GONZO、原作：アレクサンドル・デュマ「モンテ・クリスト伯」
  1. 2004年12月発売 ISBN 978-4-84-011199-7
  2. 2005年2月発売 ISBN 978-4-84-011224-6
  3. 2005年5月発売 ISBN 978-4-84-011255-0
- 巌窟王 仮面の貴公子（講談社KCノベルズ、全1巻）
著：有原由良、漫画原作：前田真宏、企画原案：前田真宏・GONZO、原作：アレクサンドル・デュマ「モンテ・クリスト伯」
2008年8月20日発売 ISBN 978-4-06-373325-9

### 漫画
監督である前田真宏によって漫画化され、『月刊アフタヌーン』2005年5月号から連載されるが、2006年に連載中断、2008年5月号に完結章を掲載した。ストーリーは伯爵が復讐を完遂する以前で終わっている。
- 巌窟王（講談社アフタヌーンKC、全3巻）
漫画：前田真宏、脚本：有原由良、企画原案：前田真宏・GONZO、原作：アレクサンドル・デュマ「モンテ・クリスト伯」
  1. 2005年12月22日発売 ISBN 978-4-06-314399-7
  2. 2006年7月21日発売 ISBN 978-4-06-314422-2
  3. 2008年7月23日発売 ISBN 978-4-06-314516-8

### ファンブック
- 巌窟王コンプリート（パルプライド編、メディアファクトリー、2005年4月22日発売）ISBN 978-4-84-011240-6

## 舞台
アニメを原作とした舞台『巌窟王 Le theatre』（ル テアトル）が2019年12月20日から28日までこくみん共済 coopホール／スペース・ゼロで公演された。脚本・演出を村井雄、ドラマターグを御笠ノ忠次が担当。舞台化に際してアニメ版のスタッフ・キャストからコメントも寄せられた。
キャスト

- アルベール・ド・モルセール子爵 - 橋本祥平
- モンテ・クリスト伯爵 - 谷口賢志
- フランツ・デピネー男爵 - 前嶋曜（JBアナザーズ）
- ユージェニー・ド・ダングラール - 小泉萌香
- エデ - 市川美織
- アンドレア・カバルカンティ侯爵 - 小松準弥
- マクシミリアン・モレル - 遊馬晃祐
- ペッポ - 大野紘幸
- ヴァランティーヌ・ド・ヴィルフォール - 田名部生来
- リュシアン・ドプレー - 熊谷嶺
- ジョヴァンニ・ベルッチオ - 加藤靖久
- メルセデス・ド・モルセール - 遠山景織子
- ダングラール男爵 - 村田洋二郎
- ビクトリア・ド・ダングラール - 田中良子
- ジェラール・ド・ヴィルフォール主席判事 - 細貝圭
- フェルナン・ド・モルセール将軍 - 徳山秀典
- アンサンブル - 井上象策、村井雅和、中井絢子、五十嵐睦美